# Abedus immaculatus
Abedus immaculatus là một loài bọ nước thuộc họ Belostomatidae. Đây là loài duy nhất thuộc chi Abedus được tìm thấy ở miền Đông Hoa Kỳ. Chúng được ghi nhận trải dài từ bắc Florida đến Georgia dọc theo tây duyên hải Vịnh Mexico đến Mississippi.
Chiều dài của con trưởng thành có thể đạt 13–14 mm, vì vậy nên chúng được xem là loài có kích thước nhỏ nhất trong chi Abedus, loài có kích thước nhỏ nhất thuộc họ Belostomatidae được ghi nhận ở Hoa Kỳ, và là loài duy nhất được xếp vào phân chi Microabedus.
Abedus immaculatus được Thomas Say mô tả lần đầu năm 1832 với danh pháp Belostoma fluminea var. immaculata, và được mô tả lần thứ hai với danh pháp A. cantralli vào năm 1950. Hai danh pháp kể trên đã trở thành đồng nghĩa với A. immaculatus vào năm 1950.